# 追憶 (2017年の映画)
『追憶』（ついおく）は、2017年5月6日公開の降旗康男監督、岡田准一主演による日本のヒューマンサスペンス映画。降旗最後の監督作品。

## あらすじ
漁港で殺人事件が起き、刑事の四方篤、容疑者の田所啓太、被害者の川端悟が25年ぶりに再会する。
1992年、冬の能登半島。親に捨てられた13歳の少年、四方篤は同じような境遇の田所啓太、川端悟と出会い、軽食喫茶『ゆきわり草』を営む仁科涼子とその常連客である山形光男を慕い、家族のような生活を送っていた。しかし、涼子のかつての男・貴船が現れた日から幸せな日々は崩壊し始める。篤は涼子のささやかな幸せを守るためにある決意をする。そしてその事件をきっかけに3人は別れ別れになる。
それから25年、篤は富山県警捜査一課の敏腕刑事として活躍する一方で、幼い頃に捨てられた母親から金を無心されたり、妻とは流産を機に心がすれ違ったりの生活を送っている。ある日、ラーメン屋で偶然再会した悟に声をかけられ、25年ぶりの再会を果たした2人は遅くまで酒を酌み交わす。東京でガラス店を営む悟は資金繰りに困り、金策のために啓太に会いに来たという。しかし翌日、漁港に停められたレンタカーの傍で、血だらけの刺殺体として発見される悟。篤は悟との関係を周囲の人間に言い出せないまま捜査に加わり、輪島で働く啓太に単独行動で会いに行く。篤は事件を通して、過去の秘密に向き合うことになる。

## キャスト
四方篤
演 - 岡田准一（幼少期：小林喜日）
富山県警の刑事。
田所啓太
演 - 小栗旬（幼少期：巨勢竜也）
事件の容疑者。
川端悟
演 - 柄本佑（幼少期：藤代隼人）
事件の被害者。倒産寸前のガラス会社を支える。
四方美那子
演 - 長澤まさみ
篤の妻。流産を機に夫と別居している。
田所真理
演 - 木村文乃
啓太の妻。出産を控えている。
川端小夜子
演 - 西田尚美
悟の妻。
仁科涼子
演 - 安藤サクラ
25年前、喫茶「ゆきわりそう」店主を務めていた女性。
山形光男
演 - 吉岡秀隆
山形電気店の経営者。「ゆきわり草」の常連客。後の涼子の夫。
樋口
演 - 矢島健一
富山県警幹部。
豊田幸一
演 - 北見敏之
富山県警刑事。
山崎豊
演 - 安田顕
富山県警刑事。
佐中隆
演 - 三浦貴大
富山県警刑事。
足立
演 - 高橋努
富山県警刑事。
貴船誠一
演 - 渋川清彦
ヤクザ。
四方清美
演 - りりィ
篤の母。
小川尚
演 - 太賀
悟の硝子会社の従業員。
川端梓
演 - 三木理紗子
悟の娘。
小夜子の妹
演 - 菜葉菜
幼児虐待死容疑の父親
演 - 遠藤要
真理の父
演 - 中本賢
真理の母
演 - 萩尾みどり
ラーメン店の主人
演 - 仁科貴
「ゆきわりそう」の客
演 - 田中要次

## 制作
監督の降籏とキャメラマンの木村大作は、高倉健主演映画『駅 STATION』や『鉄道員』など数々の映画を製作したコンビであり、本作が16作目のタッグとなる。
2015年2月、降籏監督のもとに、この脚本が持ち込まれた。同年8月、脚本が完成した時点で、東宝に映画化の話が持ち込まれ、降籏監督作品を待ち望んでいた東宝側は快諾。その時点で撮影の木村大作の参加も決定している。これにより、2007年の『憑神』以来の降籏&木村コンビの復活が決定した。なお、主演は岡田准一と決めていた。かねてから降籏&木村コンビと仕事をしてみたかったという岡田はオファーを快諾し、友人役に小栗旬と柄本佑、妻役に長澤まさみ、小栗の妻役に木村文乃、さらにはヒロイン役として安藤サクラ、ヒロインの夫役として吉岡秀隆など豪華な俳優陣が次々と決定していった。原案は青島武と滝本智行によるオリジナルストーリーで、「脚本の空白部分」を構築していき、セリフや人間関係などが変更された。ヒロインが亡くなってしまうことに違和感を覚えた降籏が脚本を手直しさせた。ほか撮影中にも脚本は変更された。たとえば降籏は木村を通してロケ中に、岡田や小栗旬らに、演じる篤と啓太のセリフを考えるよう伝言した。また作品中には重要なポイントで3度、岡田と小栗が話し合う場面が登場するが、降籏はその部分のセリフを2人が言いやすいように変えて欲しいといい、2人は撮影中にセリフ作りに取り組んだ。岡田演じる直情型の四方と、その彼の言葉を冷静に受け止める、どこか大人びた小栗演じる啓太という、2人のキャラクターが出た場面となるよう考えられている。降籏自身も、事件解決後に四方が、殺された悟の娘に語り掛けるシーンのセリフを考えている。子ども時代の呼び名を大人になって呼び合わせたいという思いは、ラスト間近の四方と啓太の会話に向けて3人の人間性を描かれていく流れとなっている。またラストシーンのために脚本を直した。
2016年3月17日、富山県富山市でクランクイン。木村は脚本段階から「海に沈む夕日」をテーマに、日本海に面する北陸をロケ地に選び、能登半島に沈む夕日を黒部市荒俣海岸から富山湾越しに撮影したという。降籏は、この作品のテーマの一つとして”過去のユートピア”という言葉を使っているが、夕日は四方の子どもの頃のユートピアの象徴であるため、木村が夕日にこだわったのもそれが理由の一つである。
撮影は3週間で行われ、フィルム撮影にこだわった。1シーンで複数のカメラを同時に回し、本番一発勝負だという。撮影初日は四方たち刑事が自分の子どもを虐待死させた父親を捕まえるシーンの撮影となったが、木村はこの日、1日中手持ちカメラで撮影を行った。そこには木村の、四方の刑事の仕事と生活を描く富山での撮影部分は”ドキュメンタリー”に、啓太やヒロインである涼子が登場する能登半島の部分は自然を背景にして”詩情”を感じさせる映像にしようというこだわりがあった。手持ちカメラによる映像は、四方が現場に駆けつけてくる登場シーンから、捕まえた父親に彼が怒りにまかせて掴みかかるアクションまで使われており、常に動き回るカメラワークには、生々しい臨場感がある。もう一つの木村の映像の特徴として、望遠レンズでの撮影がある。四方の上司である北見が、四方夫婦の仲を心配して声をかける場面や、四方とその妻である美那子との会話の場面などである。望遠レンズでの撮影は映像に奥行きを与え、効果的な演出となっている。撮影の最初の頃に岡田がカメラに興味があるとスタッフに話していたことを耳にした木村は、岡田にカメラを回させる機会を作り、東京都内で岡田により撮影された映像は、作品の中で実際に使われている。また俳優は皆ほぼノーメイクで撮影に臨んだ。理由として降籏は、メイクをすると顔の色が一定になり色気が出ないこと、自分の肌の色で演じれば表情が豊かになることを挙げている。

## スタッフ
- 監督：降旗康男
- 撮影：木村大作、坂上宗義
- 原案・脚本：青島武、瀧本智行
- 音楽：千住明
- 製作：市川南
- 共同製作：吉崎圭一、大村英治、久保雅一、藤島ジュリーK、市村友一、広田勝己、東実森夫、松田誠司、木下直哉、吉川英作、林誠、板東浩二、荒波修、井戸義郎、板倉均
- プロデューサー：伊藤伴雄、上田太地、臼井真之介
- 美術：原田満生
- 録音：石寺健一
- 照明：鈴木秀幸
- 装飾：佐原敦史
- 助監督：宮村敏正、加藤卓哉
- 編集：板垣恵一
- 音響効果：佐々木英世
- 記録：阿保知香子
- キャスティング：城戸史朗
- 特機：南好哲
- 衣装：纐纈春樹、宮部幸
- ヘアメイク：泉宏幸
- 企画協力：川口義宏
- 配給：東宝
- 製作プロダクション：東宝映画、ディグ&フェローズ
- 製作：映画「追憶」製作委員会（東宝、電通、WOWOW、小学館、ジェイ・ストーム、朝日新聞社、毎日新聞社、時事通信社、阪急交通社、木下グループ、日本出版販売、東急エージェンシー、ひかりTV、GYAO、中日新聞社、北日本新聞社）